# (16419) Kovalev
(16419) Kovalev est un astéroïde de la ceinture principale.

## Description
(16419) Kovalev est un astéroïde de la ceinture principale. Il fut découvert le 24 septembre 1987 à Naoutchnyï par Lioudmila Jouravliova. Il présente une orbite caractérisée par un demi-grand axe de 2,28 UA, une excentricité de 0,14 et une inclinaison de 4,8° par rapport à l'écliptique.

## Compléments